# Cantonul Lencloître
Cantonul Lencloître este un canton din arondismentul Châtellerault, departamentul Vienne, regiunea Poitou-Charentes, Franța.

## Comune
| Comune                 | Populație (1999) | Cod poștal | Cod INSEE |
| ---------------------- | ---------------- | ---------- | --------- |
| Cernay                 | 425              | 86140      | 86047     |
| Doussay                | 598              | 86140      | 86096     |
| Lencloître             | 2.373            | 86140      | 86128     |
| Orches                 | 410              | 86230      | 86182     |
| Ouzilly                | 802              | 86380      | 86184     |
| Saint-Genest-d'Ambière | 1.210            | 86140      | 86221     |
| Savigny-sous-Faye      | 327              | 86140      | 86257     |
| Scorbé-Clairvaux       | 2.376            | 86140      | 86258     |
| Sossais                | 403              | 86230      | 86265     |